# Pasquale Panella
Pasquale Panella (* 12. Januar 1950 in Rom) ist ein italienischer Schriftsteller und Liedtexter.

## Leben und Karriere
Panella wurde in Rom geboren und begann seine künstlerische Laufbahn nach dem Abschluss am Istituto Magistrale als Autor und Schauspieler im avantgardistischen Theater. Seine Texte erschienen in verschiedenen Zeitungen, Zeitschriften und literarischen Werken. Neben seinen schriftstellerischen Tätigkeiten verfasste er Liedtexte und trat in Theaterproduktionen, Filmen, Fernsehsendungen, Radiosendungen und Live-Lesungen auf.
Sein literarisches Schaffen ist umfangreich. Seine Werke werden derzeit vom Verlag SPedizioni neu veröffentlicht, den er gemeinsam mit seinem Sohn Silvano gegründet hat. Panella entwickelte eine bedeutende Karriere als Buchautor und zeichnet sich durch seinen poetischen und experimentellen Stil aus. La Corazzata ist ein surrealer Roman, der vollständig auf einem Kriegsschiff spielt, das vor dem Golf von Sorrent vor Anker liegt. Das Schiff, das symbolisch an die Panzerkreuzer Potemkin erinnert, wird zu einer Bühne des Lebens und der Erzählung, auf der der Protagonist Duchesca mit unvergesslichen Charakteren wie dem Koch, Santini und Aurelia interagiert. Der Roman verbindet Elemente aus Kino, Poesie, Theater und Realität und schafft ein Werk, das gleichzeitig eine Liebes- und Kriegsgeschichte ist, mit Belagerungen, Tänzen, Bränden und langen Monologen, die sich wie in einem großen romantischen Gedicht aneinanderreihen. Seine literarischen Werke erforschen die Ausdruckskraft der Sprache und brechen oft mit traditionellen Erzählstrukturen. In seinen Büchern, darunter Poema Bianco, kombiniert er raffinierte Wortspiele mit einer einzigartigen Sensibilität für das geschriebene Wort und schafft einen kontinuierlichen Strom von Bildern und Bedeutungen. Sein Schreibstil, teils hermetisch, teils ironisch, formt eine Textwelt, in der die Grenzen zwischen Lyrik und Prosa verschwimmen und dem Leser ein immersives und originelles Erlebnis bieten.
Er schrieb außerdem Liedtexte für zahlreiche bekannte italienische Musiker, darunter Enzo Carella, Lucio Battisti, Amedeo Minghi, Zucchero, Mina, Mango, Premiata Forneria Marconi, Gianni Morandi, Angelo Branduardi, Marcella Bella, Anna Oxa, Mietta, Sergio Cammariere, Mino Reitano, Marco Armani, Massimo Ranieri, Edoardo Vianello, Gianna Nannini und Adriano Celentano. Zudem arbeitete er mit Riccardo Cocciante zusammen und verfasste die italienischen Liedtexte für die Bühnenmusicals Notre Dame de Paris und Giulietta e Romeo.

## Werke

### Erzählprosa
- La corazzata, Rom, Minimum fax, 1997. ISBN 88-86568-29-0.
- Oggetto d’amore, Rom, Minimum fax, 1998. ISBN 88-86568-52-5.
- Il Voce, Rom, SPedizioni, 2020. ISBN 979-12-80095-01-5.
- La Terza Palla, Rom, SPedizioni, 2020. ISBN 979-12-80095-05-3.
- Primo Foglio, Rom, SPedizioni, 2021. ISBN 979-12-80095-09-1.
- Secondo Foglio, Rom, SPedizioni, 2021. ISBN 979-12-80095-11-4.
- Terzo Foglio, Rom, SPedizioni, 2022. ISBN 979-12-80095-18-3.
- Quarto Foglio, Rom, SPedizioni, 2022. ISBN 979-12-80095-20-6.
- Romanzo in corso, Rom, SPedizioni, 2024. ISBN 979-12-80095-43-5.

### Gedichtsammlungen
- Stupido Terremoto, Rom, Librauser, 1997; Rom, SPedizioni, 2022.
- Savarin-Sade, Rom, I figli belli, 2005.
- Poema bianco, Rom, IriEd, 2008; Turin, Miraggi Edizioni, 2017. ISBN 978-88-99815-54-7; Rom, SPedizioni, 2017. ISBN 978-88-941517-3-2.
- La piazza, vie di entrata e vie di uscita, in Giampiero Castellotti, Piazze in piazza, Rom, SPedizioni, 2016. ISBN 978-88-941517-0-1.
- Impronte di lettura della mano, in Lucio Saviani, Mani, Fefè, 2017. ISBN 978-88-95988-94-8.
- Il gioco del mondo, in Lucio Saviani, Ludus Mundi, Moretti e Vitali, 2017. ISBN 978-88-7186-672-7.
- Naso, Rom, Fefè editore, 2018. ISBN 978-88-94947021.
- Mistrà, Rom, SPedizioni, 2020. ISBN 978-88-941517-8-7.
- Versi accorati, in Mojmir Jezek, Del Cuore, Core edizioni, 2020. ISBN 978-88-945678-0-9.
- Mi chiamo Arianna, Rom, SPedizioni, 2021. ISBN 979-12-80095-14-5.
- Gedichte in Morgan, Parole d'aMorgan, Baldini e Castoldi, 2022.
- Naso e più, Rom, SPedizioni, 2022. ISBN 979-12-80095-16-9.